# 佐々木洋興
佐々木 洋興（ささき ひろおき、1911年10月22日 - 2008年6月19日 ）は、日本の有機化学者。民間財団法人経営者。理学博士。

## 経歴
出生から修学期
1911年(明治44年)、佐々木隆興の長男として、東京に生まれた。東京高等学校修了後、東北帝国大学理学部化学科で学び、卒業。
化学研究者として
卒業後は同大学副手に採用された。1945年、財団法人佐々木研究所研究員となり、理事を兼ねた。1958年、学位論文『グリシンから出発するアミノ酸の生成およびその関連反応について』を東北大学に提出して理学博士号を取得。1965年、慶應義塾大学教授に就任。1966年、父の佐々木隆興の後を受けて(財)佐々木研究所第2代理事長に就任。以後35年間理事長職にあったが、2001年に(財)佐々木研究所名誉理事長・特別顧問に引いた。この間、1974年から1990年まで、佐々木研究所長を兼任。
2008年、東京都で死去。享年96。

## 家族・親族
- 曾祖父：佐々木東洋は蘭方医。
- 祖父：佐々木隆興は内科医。結核の研究と治療に努めた。
- 父：佐々木政吉も内科医。文化勲章受章者。

## 著作
著書
- 『大学課程一般化学』オーム社 1968

論文
- 藤瀬新一郎・佐々木洋興1938「オキシカルコンより光学的活性なるフラバノンの生成イヌガンソク成分研究」『日本化學會誌』59-3,440-442頁.doi
- 佐々木洋興1955「馬尿酸エチルとケイ皮酸エチルの縮合物について」『日本化学雑誌』76-1,35-36頁.doi

## 参考資料
- 沢田百泉著『お医者山脈』 1976年
- (財)佐々木研究所編『佐々木隆興先生論文集』 1965年
- (財)佐々木研究所編『杏雲堂病院百年史』 1983年
- (財)佐々木研究所編『財団法人佐々木研究所五十年史』 1990年
- (財)佐々木研究所編『(財)佐々木研究所附属杏雲堂平塚病院100年史』1997年